# Unión Regionalista Almeriense
Unión Regionalista Almeriense (URAL) va ser un partit polític regionalista de la província d'Almeria a Espanya constituït el 28 de desembre de 1995, que promovia l'autonomia política de la província d'Almeria com una comunitat autònoma independent d'Andalusia.
La Onión Regionalista ALmeriense va ser coneguda com la URAL. Va obtenir 838 vots a les eleccions generals espanyoles de 2000 Va ser un dels partits en signar el Manifest d'Almeria el desembre del 1998 que pretenia unir-se amb altres partits per tenir més força en la política espanyola. A les eleccions al Parlament d'Andalusia de 2000 aconseguí 1.520 vots.
Aquest partit recollia la idea que la província d'Almeria no és andalusa i té una identitat diferenciada. Sostenien l'argument amb els resultats del referèndum per l'autonomia andalusa, on el 60% dels vots van ser contraris.